# Lætitia Bonaparte
Pour les articles homonymes, voir Lætitia et Laetitia.
Lætitia Bonaparte, née à Milan le 1er décembre 1804 et morte à Viterbe le 15 mars 1871, est la fille de Lucien Bonaparte et d'Alexandrine de Bleschamp. Elle épouse le 4 mars 1821 l'homme politique et diplomate irlandais Sir Thomas Wyse, alors en poste à Viterbe, ville où elle vivait avec sa famille. En 1825, elle se rend en Irlande avec son époux, qui doit y assurer son héritage familial. Mais le mariage ne dure pas et les trois plus jeunes enfants du couple, séparé mais non divorcé, sont nés de la liaison de Lætitia Bonaparte avec Studholme John Hodgson (1803-1890), officier de l'armée britannique, dont elle partageait la vie. 
De son union avec Sir Thomas Wyse naissent deux enfants 
- Napoléon Alfred Bonaparte Wyse (1822–1895) ;
- William Charles Bonaparte-Wyse (1826–1892), soldat et poète irlandais ;

De sa relation extra-conjugale naissent trois autres enfants 
- Marie-Lætitia Bonaparte-Wyse (1831-1902), poétesse et femme de lettres française ; épouse en 1848 Frédéric-Joseph comte de Solms (1815-1863), en 1863 Urbano Rattazzi, homme politique Italien (1808-1873), en 1873 Luis de Tute y Ginez (1844-1889) ;
- Adeline Bonaparte-Wyse (1838-1899), épouse en 1861 István Türr (1825-1908), militaire et ingénieur hongrois ;
- Lucien Napoléon Bonaparte-Wyse (1844-1909), promoteur du canal de Panama[1].